# Adelodus nigrocoeruleus
Adelodus nigrocoeruleus är en tvåvingeart som beskrevs av Hermann 1912. Adelodus nigrocoeruleus ingår i släktet Adelodus och familjen rovflugor. Inga underarter finns listade i Catalogue of Life.